# Dinaburg FC
Dinaburg FC ugašeni je latvijski nogometni klub iz grada Daugavpilsa. Godine 2009. je spojen s FK Daugavom. Klub je igrao na stadionu Daugava (kapaciteta 4,070 gledatelja). Dinaburg je izbačen iz prve lige 5. listopada 2009. a predsjedniku kluba, i treneru prve momčadi izrečena je doživotna zabrana rada u nogometu zbog sumnje u nedopušteno klađenje, i namještanje utakmica.

## Povijest

### Povijesna imena
- 1994. godine – Auseklis
- 1995. godine – Vilan-D
- 1996. godine – FC Dinaburg

### Sovjetski klub  (1944. – 1994.)
Nakon ponovne okupacije baltičkih država nakon završetka Drugog svjetskog rataa, 1944. postojao je klub koji se zvao Celtnieks ili Stroitel (na ruskom jeziku). Nakon Raspada SSSR-a, klub je bankrotirao sudjelujući samo u juniorskim natjecanjima. U razdoblju od 1992. do 1994. postojao je Auseklis Daugavpils.

### Sezona 2006.
Dinaburg se kvalificirao u drugi krug Intertoto kupa u kojem je igrao protiv škotskog kluba Hiberniana porazivši Havnar Bóltfelag s Farskih otoka, ukupnim rezultatom 2 - 1 u prvom krugu.  Poraženi su ukupnim rezultatom 8 - 0 izgubivši 5 - 0 u Edinburghu i 3 - 0 u Daugavpilsu.  

### Sezona 2007.
Dinaburg je izbačen iz Baltičke lige, 2007. zbog kršenja pravila o poštenoj igri, ali se ipak kvalificirao u Intertoto kup i počeo je natjecanje protiv sjevernoirske momčadi Cliftonville F.C. ali su poraženi ukupnim rezultatom 2 - 1 izgubivšl 1 - 0 kod kuće nakon što su remizirali 1 - 1 u Belfastu.

### Sezona 2009.
Dinaburg se kvalificirao u UEFA Europsku ligu i u prvom kolu igrao protiv estonskog Nõmme Kalju FC. Pobijedili su 2 - 1 na domaćem terenu i remizirali 0 - 0 u uzvratnom susretu u Tallinnu. U drugom kolu igrali su protiv izraelske momčadi Bnei Yehuda Tel-Aviv. Poraženi su 4 - 0 na gostovanju i 0  - 1 na domaćem terenu. Te sezone su izbačeni iz svih liga u kojima su se natjecali,  zbog nedopuštenog klađenja, i namještanja utakmica,
FK Daugava Daugavpils je zaigrala u latvijskoj Virsligi, 2010. s bivšim igračima Dinaburga koji nisu pomijenili sredinu u prijelaznom roku.

## Uspjesi i trofeji
- Osvajači latvijskog kupa
  - 1991.
- Virslīga viceprvaci
  - 1995.
- Finale kupa
  - 2001.

## Rezultati u prvenstvu
- 2009. godine – 9. (ispadanje)
- 2008. godine – 4
- 2007. godine – 7
- 2006 – 4
- 2005. godine – 4
- 2004. godine – 4
- 2003. godine – 4
- 2002. godine – 4
- 2001. godine – 4
- 2000. godine – 4
- 1999. godine – 4
- 1998. godine – 4
- 1997. godine – 3
- 1996. godine – 3
- 1995. godine – 2
- 1994. godine – 9
- 1993. godine – 5
- 1992. godine – 7
- 1991. godine – 4

## Nastupi u europskim kupovima
Kup UEFA 1996   -  97
- Prvo pretkolo
  - Barry Town F.C.
  - prva utakmica: 0–0
  - druga utakmica 1–2
  - ukupni rezultat 1–2

Kup pobjednika kupova 1997. - '98.
- Prvo kolo
  - </img>FC Wil
  - 1. dionica:1–0
  - 2. dionica:0–2
  - Zbir:1–2

- Prvo kolo 
  - </img> Cliftonville
  - 1. dionica:0–1
  - 2. dionica: 1–1
  - Zbir:1–2

- Prvo kolo
  - </img> FK Vėtra
  - 1. dionica:0–0
  - 1. dionica:0–3

## Vanjske poveznice
- Službena stranica (na ruskom jeziku)